# Marktplatz (Worms)
Der Marktplatz von Worms „stellt heute den Mittelpunkt der Stadt dar“.

## Geografische Lage

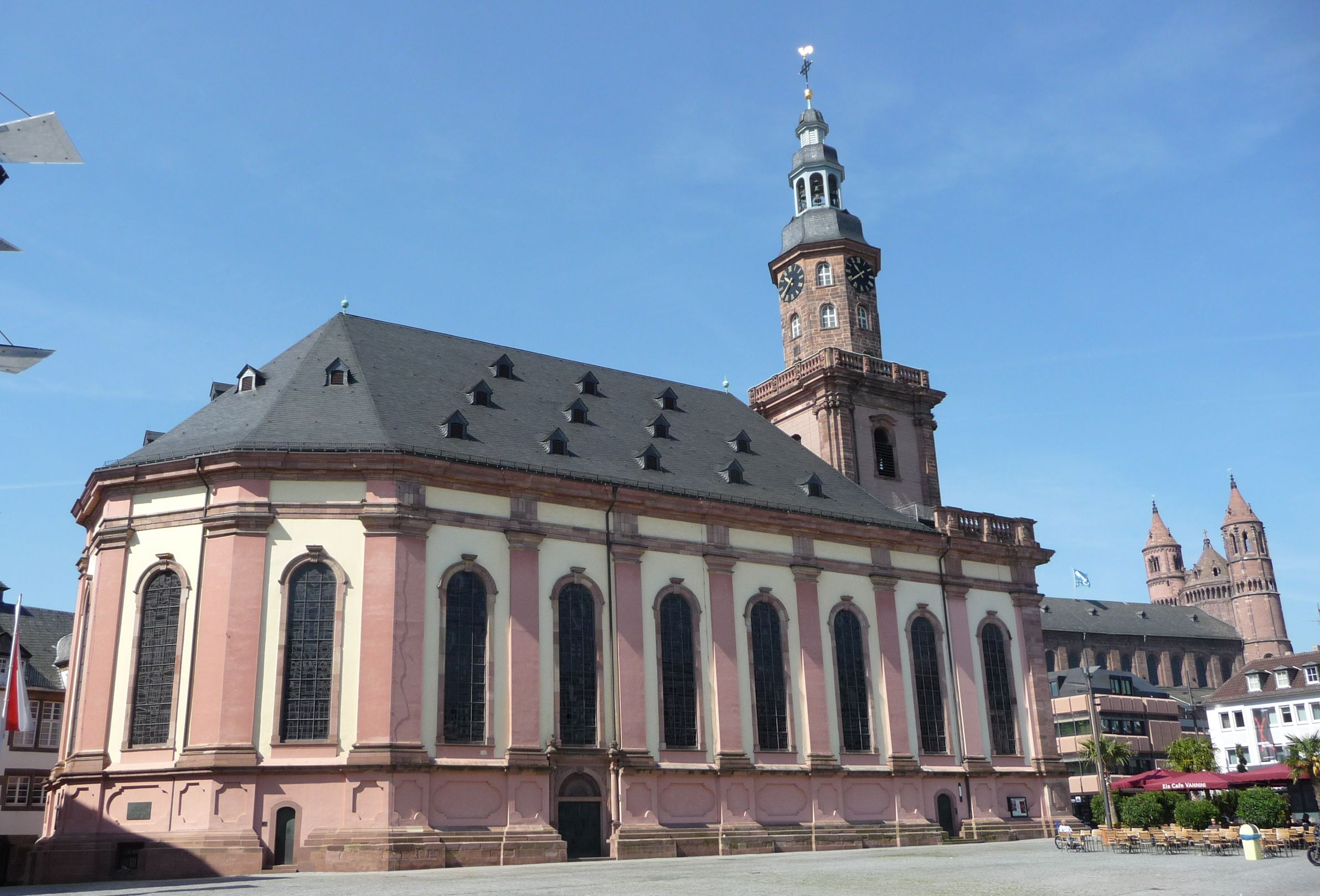
Blick vom Markt auf die Dreifaltigkeitskirche, rechts hinten: der Dom

Der Marktplatz liegt etwas nach Westen verschoben im Zentrum der historischen Altstadt von Worms.

## Geschichte
In Mittelalter und früher Neuzeit war ein Straßenmarkt der zentrale Ort des Marktgeschehens der Stadt, der sich vom Ostchor des Wormser Doms entlang des westlichen Randes des heutigen Marktplatzes bis zur Petersstraße erstreckte. Die Fläche des heutigen Marktplatzes östlich davon war damals überbaut.
1891 wurde ein Gebäudeblock abgerissen, der bis dahin zwischen Dreifaltigkeitskirche und Petersstraße erstreckte. Erst dadurch wurde der Platz geschaffen. Damals wurde er am östlichen Rand durch das Gymnasium begrenzt. Ab 1906 bis zur Betriebseinstellung 1956 befand sich hier auch die zentrale Umsteigehaltestelle der Straßenbahn Worms.
Im Zweiten Weltkrieg wurde die Bebauung rund um den Platz bei Luftangriffen zerstört. Von den angrenzenden historischen Gebäuden wurde nur die Dreifaltigkeitskirche wieder aufgebaut, das Gymnasium dagegen nicht. An seiner Stelle entstand 1956–1958 der Rathaus-Neubau. Der Vorgängerbau hatte nicht am Markt gestanden, sondern richtete seine Schau-Fassade auf die Hagenstraße aus und bildete nun einen Seitenflügel des neuen Rathaus-Komplexes.

## Bauwerke
- Rathaus
- Dreifaltigkeitskirche

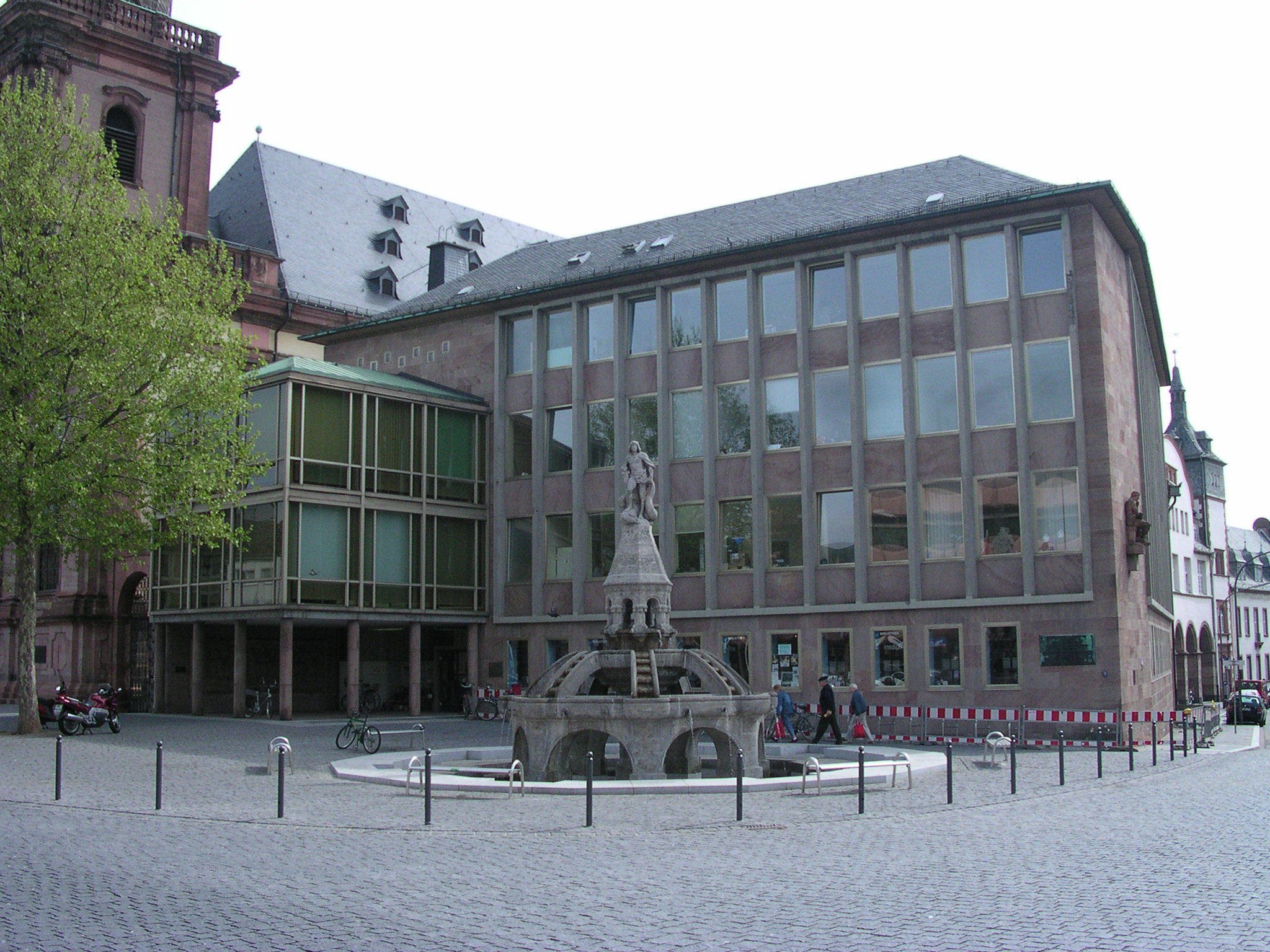
Haus zur Münze, davor der Siegfriedbrunnen

- Haus zur Münze (Stadtbibliothek Worms)
- Siegfriedbrunnen
- Gerechtigkeitsbrunnen

## Nutzung
Donnerstags und samstags findet auf dem Marktplatz ein Wochenmarkt statt. Hier werden vor allem Lebens- und Genussmittel verkauft. Gelegentlich wird der Platz auch für Großveranstaltungen genutzt.